# Pseudaphritidae
Famille
Les Pseudaphritidae sont une famille de poissons non reconnue par l'ITIS, qui place le genre Pseudaphritis sous la famille des Nototheniidae (Perciformes → Notothenioidei → Nototheniidae).

## Liste des espèces
Selon World Register of Marine Species (29 mars 2020) :
- genre Pseudaphritis Castelnau, 1872
  - Pseudaphritis porosus (Jenyns, 1842)
  - Pseudaphritis undulatus (Jenyns, 1842)
  - Pseudaphritis urvillii (Valenciennes, 1832)